# Herweg (Bergisch Gladbach)

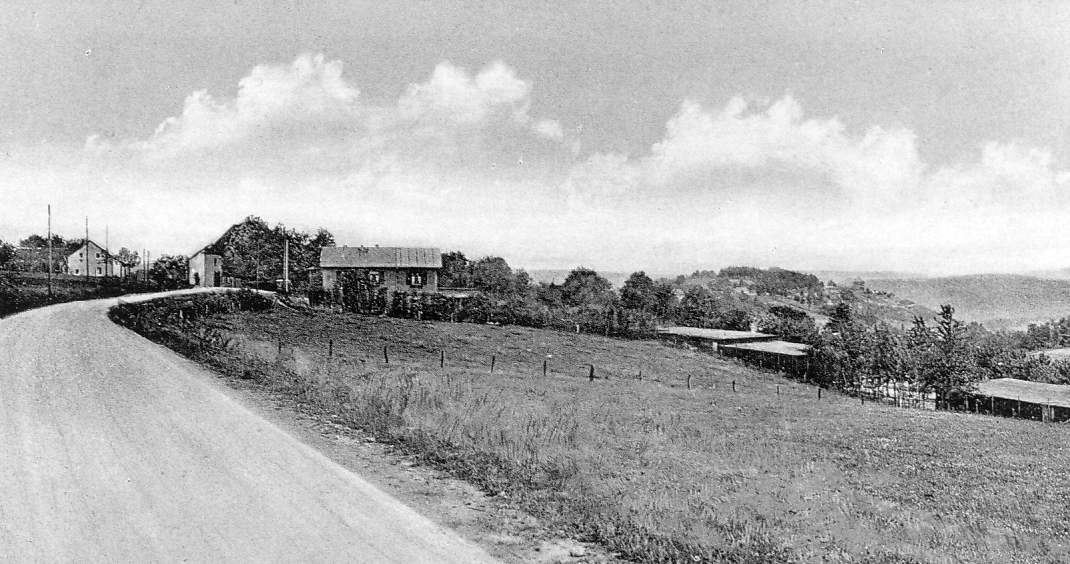
Blick auf Herweg von Moitzfeld aus, um 1960

Herweg ist ein Ortsteil im Stadtteil Moitzfeld von Bergisch Gladbach.

## Geschichte
Als ehemaliger Abzweig der Brüderstraße gehört der Weg durch Herweg zu den ältesten Verkehrswegen von Bergisch Gladbach, der über Sulsen (=Immekeppel) nach Lindlar führte. Das Bestimmungswort Her steht im Zusammenhang mit dem althochdeutschen heri/here für Menge, Heerschar bzw. mit dem germanischen harja für Heer. Es handelte sich folglich um einen stark frequentierten Heeres-, Reise- oder Handelsweg. Das Urkataster führt den Ort als Herrweg auf. Die Siedlung zählte zum Sulsener Hofverband und gehörte damit zum Kloster Meer, bzw. ab 1726 zum Kloster Steinfeld.

## Bergbau

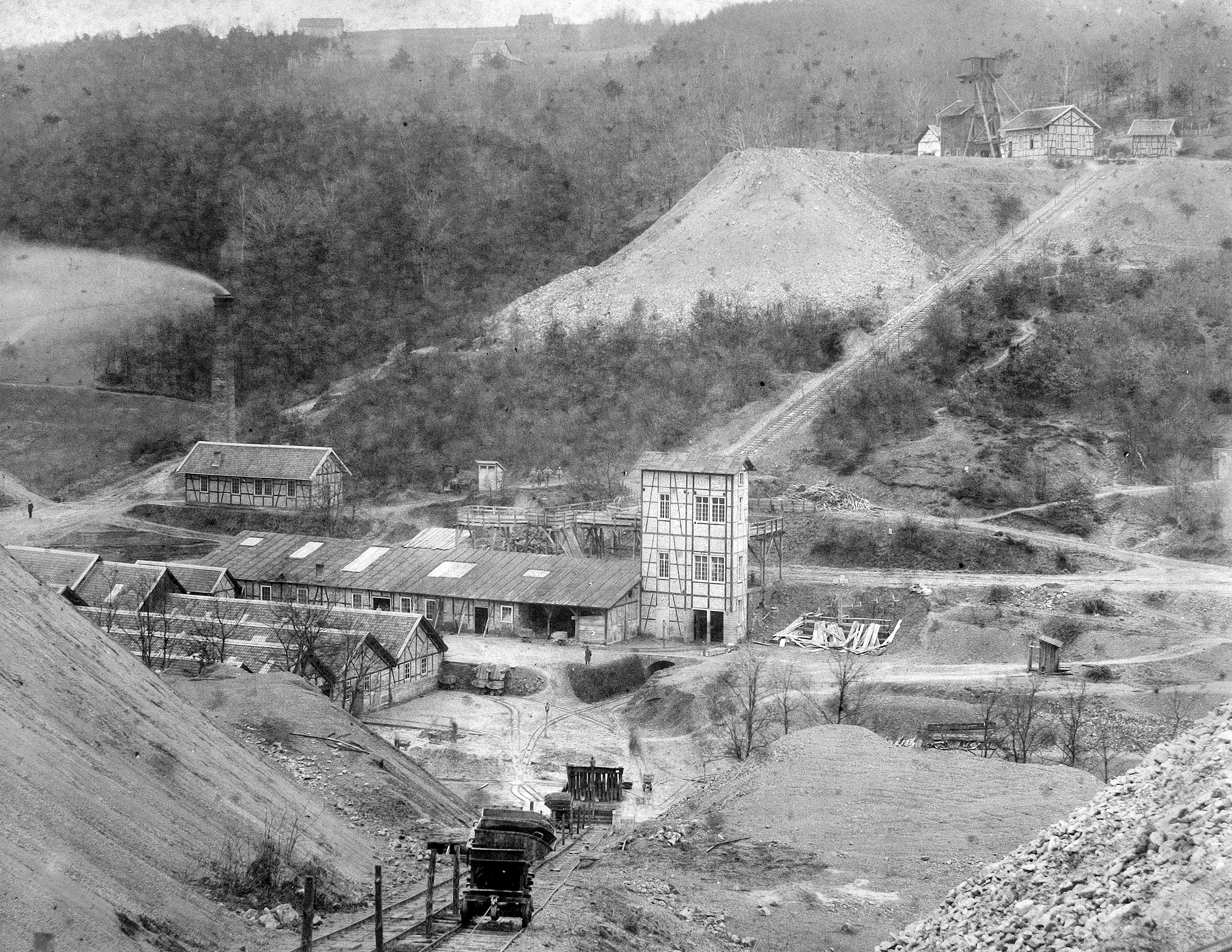
Im Vordergrund der Schrägaufzug der Grube Berzelius um 1880

Herweg war von mehreren Bergwerken umgeben, auf denen bereits im Mittelalter Bergbau betrieben worden ist. Unmittelbar im Ort befand sich die Verladestation der Grube Berzelius am Ende der Straße "Am Weinberg". Von hier ging ein Schrägaufzug in das Volbachtal hinab zur Aufbereitungsanlage, mit dem die gewonnenen Erze zum Abtransport nach oben gezogen wurden. Von dort aus wurden sie zur Bensberg-Gladbacher Zinkhütte verbracht. Die Fundamente sind heute noch sichtbar. Zu den weiteren Gruben, auf denen Bergleute aus Herweg gearbeitet haben, zählen die Grube Apfel und die Grube Weiß.